# Alba Ribas
 (avril 2021).
La mise en forme du texte ne suit pas les recommandations de Wikipédia : il faut le « wikifier ».
Les points d'amélioration suivants sont les cas les plus fréquents :
- Les titres sont pré-formatés par le logiciel. Ils ne sont ni en capitales, ni en gras.
- Le texte ne doit pas être écrit en capitales (les noms de famille non plus), ni en gras, ni en italique, ni en « petit »…
- Le gras n'est utilisé que pour surligner le titre de l'article dans l'introduction, une seule fois.
- L'italique est rarement utilisé : mots en langue étrangère, titres d'œuvres, noms de bateaux, etc.
- Les citations ne sont pas en italique mais en corps de texte normal. Elles sont entourées par des guillemets français : « et ».
- Les listes à puces sont à éviter, des paragraphes rédigés étant largement préférés. Les tableaux sont à réserver à la présentation de données structurées (résultats, etc.).
- Les appels de note de bas de page (petits chiffres en exposant, introduits par l'outil «  Source ») sont à placer entre la fin de phrase et le point final[comme ça].
- Les liens internes (vers d'autres articles de Wikipédia) sont à choisir avec parcimonie. Créez des liens vers des articles approfondissant le sujet. Les termes génériques sans rapport avec le sujet sont à éviter, ainsi que les répétitions de liens vers un même terme.
- Les liens externes sont à placer uniquement dans une section « Liens externes », à la fin de l'article. Ces liens sont à choisir avec parcimonie suivant les règles définies. Si un lien sert de source à l'article, son insertion dans le texte est à faire par les notes de bas de page.
- La présentation des références doit suivre les conventions bibliographiques. Il est recommandé d'utiliser les modèles {{Ouvrage}}, {{Chapitre}}, {{Article}}, {{Lien web}} et/ou {{Bibliographie}}. Le mode d'édition visuel peut mettre en forme automatiquement les références.
- Insérer une infobox (cadre d'informations à droite) n'est pas obligatoire pour parachever la mise en page.

Pour une aide détaillée, merci de consulter Aide:Wikification.
Si vous pensez que ces points ont été résolus, vous pouvez retirer ce bandeau et améliorer la mise en forme d'un autre article.
Benaiges Alba Ribas (Barcelone, 5 janvier 1988) est une actrice espagnole cinéma, le théâtre et la télévision.

## Biographie
Alba Ribas étudie le théâtre à l'école Eolia et l'école Youkali, ainsi que la danse classique à l'école Area avec Mariana Giustina.
Sa première grande incursion dans le monde du cinéma a été en 2008 en travaillant sur le film Journal intime d'une nymphomane réalisé par Christian Molina , où elle a joué la protagoniste.
En 2011, elle a participé au film d'horreur Paranormal Xperience 3D réalisé par Sergi Vizcaíno dans lequel il a partagé un casting avec Amaia Salamanca , Maxi Iglesias et Úrsula Corberó entre autres,.Toujours en 2011 ,elle a rejoint la troisième saison de la série de Antena 3 : el barco , où elle joue Sol.
En 2012, elle participe au film Animals réalisé par Marçal Forés.  L'année suivante, elle fait partie de la troupe chorale de la comédie romantique Barcelona, Noche de verano dirigée par Dani de la Orden , dans laquelle elle interprète Catherine.
En 2015, elle a joué dans le thriller The Corpse of Anna Fritz réalisé par Hèctor Hernández Vicens , aux côtés de Cristian Valencia et Bernat Saumell . Elle incarne Anna Fritz, une jeune actrice qui se retrouve à la morgue après une soirée,.Ribas a reçu le prix Auguri Sita Murt du Festival international de fiction Zoom Igualada.
En 2016, elle rejoint le casting de la deuxième saison de la série TV3 Cites , où elle incarne Sara. Elle apparaît également dans un épisode de la deuxième saison de la série TVE Le Ministère du temps et dans un chapitre de la neuvième saison de la série Telecinco La que se avecina,.En novembre, elle joue dans le film 100 mètres avec Dani Rovira et Alexandra Jiménez.
Elle a fait partie du clip vidéo El Bosc du groupe catalan Ix!, de Mudas y Escamas de Sr. Chinarro et Ella te un cel als ulls de Roger Mas.
En 2018, elle a publié un livre de mini-poèmes.

## Filmographie

### Netflix
- 2017 : Les Demoiselles du téléphone : Jimena

### Télévision
- 2011 - 2013 : El Barco : Sol / Elena Torre
- 2016 : Le Ministère du temps : Constanza
- 2016 : Citas : Sara
- 2016 : La que se avecina : colocataire d'Andrea
- 2019 : Derecho a soñar : Julia Rojas

### Clips
- 2009 : El Bosc du groupe Ix!.
- 2014 : Mudas y Escamasdel du groupe Sr. Chinarro.
- 2015 : Ella té un cel als ulls de Roger Mas
- 2021 :La Distancia de Macaco y Rozalén.

### Cinéma
- 2008 : Journal intime d'une nymphomane
- 2011 : Paranormal Xperience 3D : Diana
- 2013 : Barcelona, noche de verano : Catherine
- 2015 : The Corpse of Anna Fritz : Anna
- 2016 : 100 mètres : Ariadna
- 2020 : Te Quiero, Imbécil

### Théâtre
- 2015 : La ola : Sherry